# Bésame mucho
"Bésame mucho" (em português Beija-me muito) é uma canção escrita em 1940 pela mexicana Consuelo Velásquez antes de completar o seu 16° aniversário. Segundo Consuelo Velázquez, ela inspirou-se numa ária duma ópera de Enrique Granados. Rapidamente a canção se converteu numa das mais populares do século XX. Emilio Tuero foi o primeiro a gravá-la. Em 1999, a canção foi reconhecida como a mais cantada e gravada do idioma espanhol, e talvez seja a mais traduzida entre as compostas nesta língua.

## Versão dos Beatles
Os Beatles gravaram esta canção no dia 1 de janeiro de 1962 junto de outras 14, durante a famosa audição fracassada nos estúdios Decca Records. Na época, o baterista dos Beatles era Pete Best, e os vocais principais ficaram por conta de Paul McCartney. Em 6 de junho do mesmo ano, eles tocaram outra vez a canção na audição dos estúdios EMI (quando finalmente assinaram um contrato de gravação). Esta última gravação de "Bésame mucho" foi incluída no álbum lançado em 1995 Anthology 1. Por época das gravações do documentário Let It Be, em 1969, os Beatles tocaram-na novamente, na mesma com Paul nos vocais.

## Versão de João Gilberto
O músico brasileiro João Gilberto simplifica a versão com seu violão inspirador da Bossa Nova, e no seu disco, Amoroso Brasil, interpreta a canção com um estilo de lirismo sem igual, do qual representa os instrumentos uma profusão de franca orquestração, e inteiro balanço, aproximando não menos do bolero, mais tão próximo a grandiosidade do tema da artista mexicana.

## Versão de Luis Miguel
O cantor Luis Miguel gravou a canção em 1997, incluída em seu álbum "Romances", lançado no mesmo ano. 